# Злотув (гмина)
Злотув (пол. Złotów) — сельская гмина (уезд) в Польше, входит как административная единица в Злотувский повет, Великопольское воеводство. Население — 9006 человек (на 2004 год).

## Сельские округа
1. Белява
2. Бленквит
3. Блугово
4. Бунтово
5. Дзежонженко
6. Францишково
7. Гужна
8. Юзефово
9. Камень
10. Клещына
11. Клюково
12. Кшива-Весь
13. Мендзыблоце
14. Нова-Свента
15. Новины
16. Новы-Двур
17. Печинек
18. Плоскув
19. Радавница
20. Рудна
21. Скиц
22. Славяново
23. Старе-Дзежонзьно
24. Ставница
25. Свента
26. Вонсош
27. Залесе

## Прочие поселения
1. Гродно
2. Качохы
3. Лопенко
4. Печин
5. Росохы
6. Славянувко
7. Велятово

## Соседние гмины
1. Гмина Ястрове
2. Гмина Краенка
3. Гмина Липка
4. Гмина Лобженица
5. Гмина Оконек
6. Гмина Тарнувка
7. Гмина Высока
8. Гмина Закшево
9. Злотув